# اردوگاه کار اجباری گوسن
اردوگاه کار اجباری گوسن از جمله اردوگاه‌های زیرمجموعه اردوگاه کار اجباری ماوتهاوزن بود که توسط اس‌اس اداره می‌شد و میان روستاهای زانکت گورگن آندر گوزن و لانگنستاین در رایخس‌گائو اوستمارک (ناحیه پرگ کنونی در اوبراسترایش) قرار داشت. بیشتر زندانیان این اردوگاه را لهستانی‌ها تشکیل می‌دادند و تعداد زیادی از جمهوریخواهان اسپانیایی، شهروندان شوروی، و ایتالیایی‌ها نیز در آن نگهداری می‌شدند. در آغاز، زندانیان در معادن سنگ نزدیک اردوگاه به تولید سنگ گرانیت مشغول بودند که توسط شرکت خاک و سنگ آلمان موسوم به دیست (DEST) به فروش می‌رفت.
شرایط این اردوگاه بدتر از اردوگاه اصلی ماوتهاوزن بود چرا که هدف اصلی اردوگاه پاکسازی از راه کار اجباری دشمنان واقعی و متصورشدهٔ آلمان نازی بود. امید به زندگی زندانیان تا حتی شش ماه نیز می‌رسید و کمینه ۳۵۰۰۰ نفر در آنجا بر اثر کار اجباری، گرسنگی و اعدام‌های جمعی کشته شدند. از سال ۱۹۴۳، این اردوگاه مرکز مهم تولید تسلیحات برای مسرشمیت و استایر-دایملر-پوچ بود. به منظور گسترش تولید تسلیحات، اردوگاه مجدداً با عنوان گوسن I طراحی، و اردوگاه‌های دیگری به نام‌های گوسن II و گوسن III ساخته شدند. زندانیان ناچار به ساخت کارخانه‌های گسترده زیرزمینی شدند که برای تولید هواپیماهای جت جنگنده مسرشمیت ام‌ئی ۲۶۲ در نظر گرفته شده بودند. با پایان جنگ، تقریباً هزار بدنه هواپیما در این اردوگاه تولید شدند.
اردوگاه توسط لشکر زره‌پوش ۱۱ام ایالات متحده در اوایل بامداد ۵ مه ۱۹۴۵ آزاد شد. در جریان هرج و مرج آزادی، تعدادی از کاپوهای سابق کشته شدند. پس از جنگ، برخی از پرسنل اس‌اس و کاپوها به جرم جنایات خود محاکمه شدند، اگرچه بیشتر آنها از مجازات رهاییدند. امروزه مکان این اردوگاه به عنوان دهکده ای خصوصی بازسازی شده‌است، اگرچه موزهٔ کوچکی نیز به یادبود کشته‌شدگان در دهکده وجود دارد که توسط دولت اتریش اداره می‌شود.